# Stazione di Casalmaggiore
La stazione di Casalmaggiore è una stazione ferroviaria della linea Brescia-Parma, a servizio dell'omonima città.

## Storia

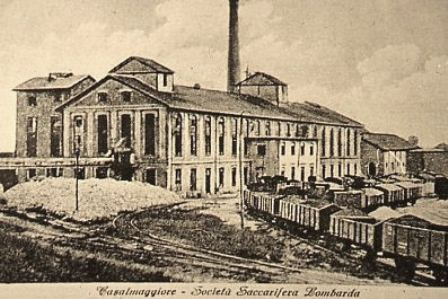
Zuccherificio di Casalmaggiore

La stazione fu attivata il 6 ottobre 1884 come capolinea del breve tronco ferroviario proveniente da Piadena, primo tratta della linea Parma–Brescia–Iseo. Un servizio di omnibus a cavalli collegava la stazione a quella di Colorno, dove da qualche mese era operativo l'altro tronco ferroviario diretto a Parma. In seguito, con l'apertura del tratto ferroviario Colorno-Mezzani il servizio a cavalli fu limitato a quest'ultima fermata.
Alla conclusione dei lavori di costruzione del ponte sul Po, il 23 maggio 1887 si aprì il tratto ferroviario mancante. Dal 1888 al 1954, presso il piazzale antistante il fabbricato viaggiatori fu presente un binario di scalo della tranvia Cremona-Casalmaggiore per facilitare l'interscambio di merci in quanto non fu ammesso il trasporto cumulativo di merci fra la rete tranviaria e quella ferroviaria.
L'impianto inizialmente fu gestito dalla Società per le Ferrovie dell'Alta Italia (SFAI). Nel 1885 fu inserita nella Rete Adriatica con esercizio svolto a cura della Società Meridionale, che svolse tale funzione fino al 1905, anno in cui la stazione passò alle Ferrovie dello Stato (FS).
Nel 1911, fu inaugurato il grande zuccherificio di Casalmaggiore, dotato di un proprio fascio di binari raccordato con lo scalo merci della stazione.
A causa degli eventi bellici, durante la seconda guerra mondiale il servizio sulla Brescia-Parma fu sospeso. L'11 ottobre 1945 il servizio riprese, ma solo per il tratto diretto a Brescia. Casalmaggiore rimase stazione di testa fino all'11 agosto 1947, quando fu riaperto il servizio sul ponte del Po e sulla restante tratta fino a Parma.
Nel corso del 1996, nell'ambito del rinnovo del segnalamento sulla linea ferroviaria, la stazione fu dotata di Apparato Centrale Elettrico a Itinerari (ACEI).
Nel 2000, la società Rete Ferroviaria Italiana (RFI) subentrò nella gestione della linea alle FS. Nove anni dopo, il 28 giugno, la linea tra la stazione di Piadena e quella di Torrile fu dotata del sistema d'esercizio con Dirigente Centrale Operativo (DCO), per cui Casalmaggiore fu privata del Dirigente Locale.
Nell'estate del 2016 e in quella del 2019, RFI svolse dei lavori di consolidamento del ponte sul fiume Po. In quel periodo, la stazione di Casalmaggiore tornò a essere capolinea del servizio fino a Brescia, mentre un autoservizio sostitutivo coprì la restante tratta.

## Strutture e impianti

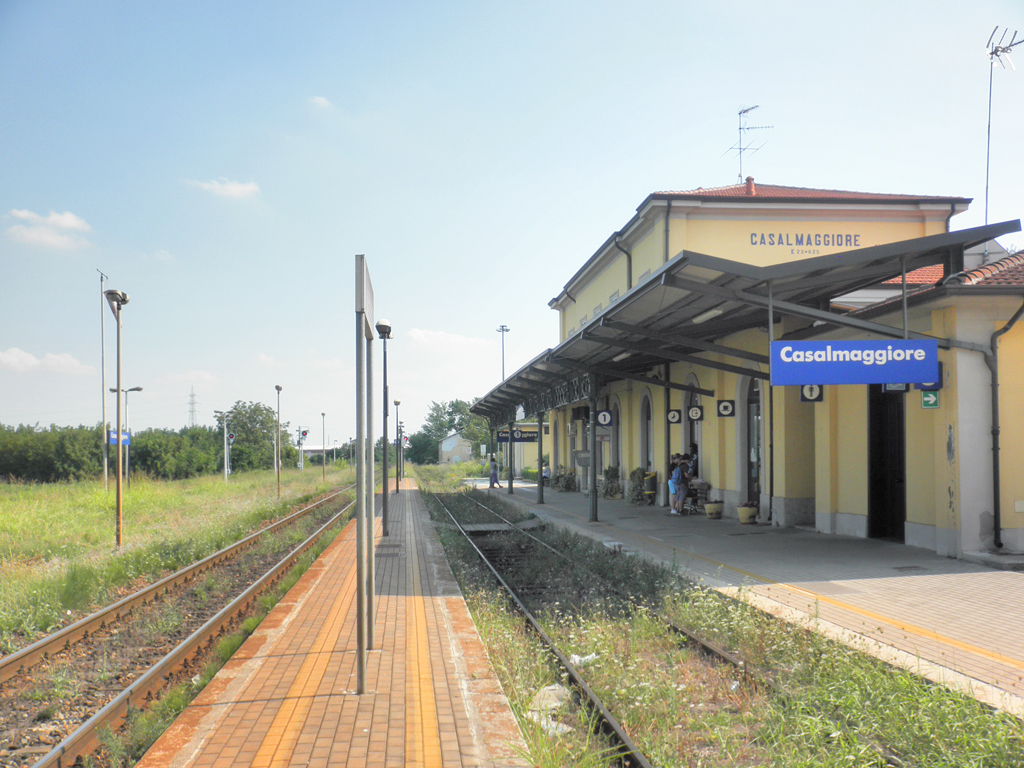
Il piazzale binari

La stazione conta quattro binari in asse con il fabbricato viaggiatori di cui due adibiti al servizio passeggeri.
Lo scalo merci è dotato di altri sei binari tronchi e di magazzino. Dopo un periodo di declino dei traffici, nel 1995 fu affiancato da un nuovo scalo su un'area di 70.000 m². La stazione alla fine degli anni Novanta arrivò a movimentare circa 280 carri al giorno e 700.000 t; in quel periodo ebbe in dotazione due locomotive di manovra.
Il nuovo scalo risultò attivo fino al 2014, quando entrò in funzione il nuovo centro logistico privato di Piadena  in cui la Trasporti Pesanti, azienda precedentemente basata a Casalmaggiore, trasferì la propria sede. Traffici di tipo sporadico possono comunque essere riattivati.

## Movimento

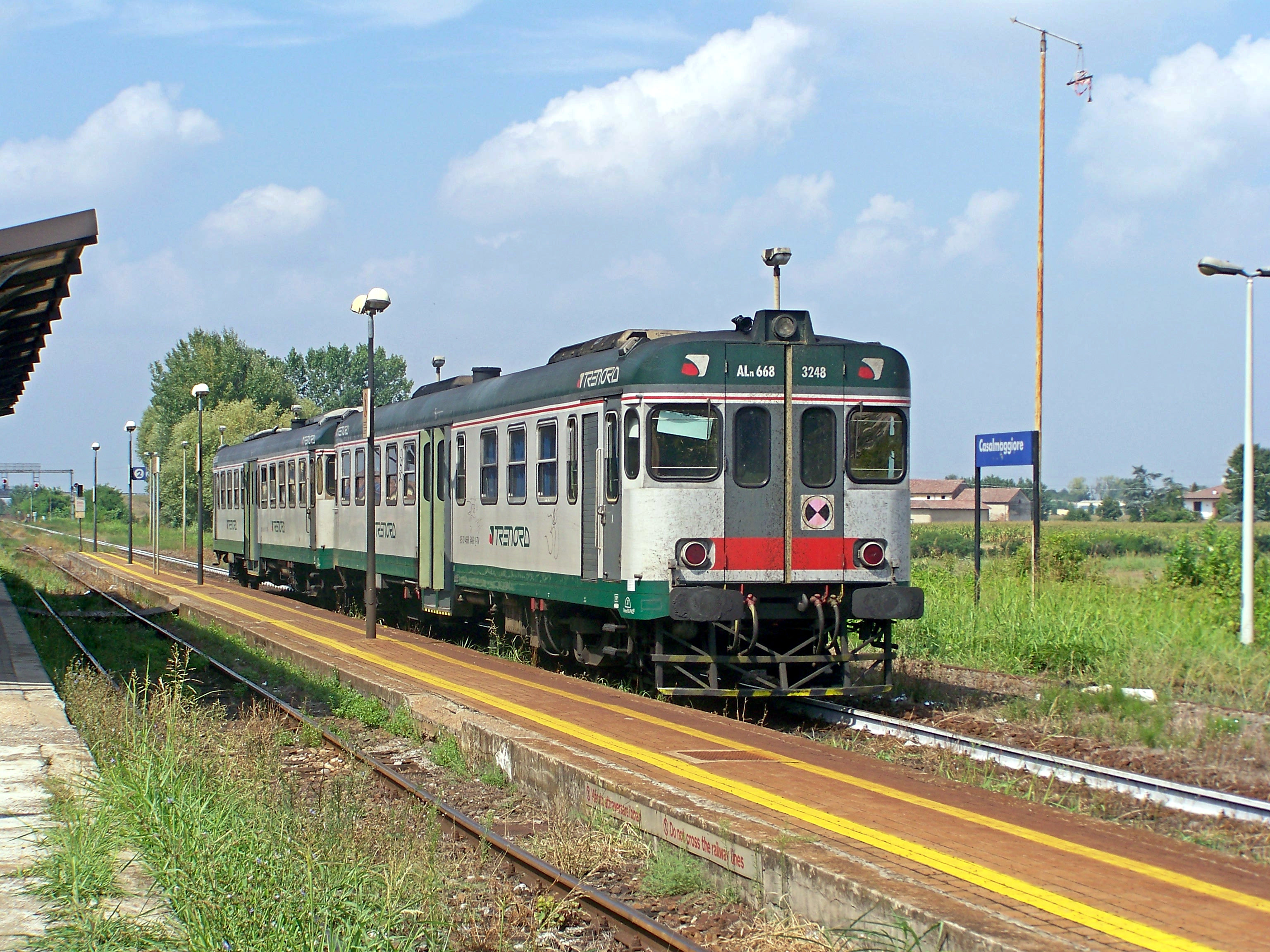
Regionale Casalmaggiore-Brescia in partenza per Brescia nel periodo in cui la stazione fu capolinea per la chiusura del ponte sul Po.

Casalmaggiore è servita dai treni regionali della relazione Brescia-Parma, eserciti da Trenord e cadenzati a frequenza oraria nell'ambito del contratto di servizio stipulato con la Regione Lombardia.

## Interscambi
Fra il 1888 e il 1954, presso il piazzale antistante alla stazione era presente un binario di scalo della tranvia Cremona-Casalmaggiore, fino al 1934 completata con un'estensione verso Ponte Majocche, per agevolare lo scambio di merci tra la rete tranviaria provinciale di Cremona e quella delle FS.